# Stormen Freja
Stormen Freja var en storm der ramte Danmark den 7. november 2015. Den blev forudsagt af DMI og navngivet samme dag.
Under den kortvarige lavtrykspassage måtte Limfjordsbroen og Øresundsbroen lukke. Beværtningen Peter Lieps Hus i Dyrehaven nord for København blev stærkt beskadiget af et væltende træ.